# Danske, Frie og Uafhængige Murere
 Der er for få eller ingen kildehenvisninger i denne artikel, hvilket er et problem. Du kan hjælpe ved at angive troværdige kilder til de påstande, som fremføres i artiklen.

Danske, Frie og Uafhængige Murere er en dansk frimurerloge der arbejder efter Ritus Hauniensis, skrevet af Grunddal Sjallung i 1929. 
Logen arbejder efter de tre blå grader i frimureriet: lærling, svend og mester. Logen optager både mænd og kvinder.